# Decimocuarta Enmienda a la Constitución de los Estados Unidos
La Decimocuarta Enmienda a la Constitución de los Estados Unidos (Enmienda XIV) es una de las enmiendas posteriores a la guerra civil, e incluye, entre otras, la Cláusula del Debido Proceso y la Cláusula sobre Protección Igualitaria. Fue propuesta el 13 de junio de 1866, y ratificada el 9 de julio de 1868.
La enmienda provee una amplia definición de ciudadanía nacional, que anula la decisión de Dred Scott v. Sandford (1857), que había excluido a los esclavos y sus descendientes, de poseer derechos constitucionales. Requiere que los estados provean de una protección igualitaria ante la ley a todas las personas (no solo a los ciudadanos) dentro de sus jurisdicciones. La importancia de la Decimocuarta Enmienda fue ejemplificada cuando se interpretó para prohibir la segregación racial en los colegios públicos en el caso Brown v. Board of Education.
Las otras dos enmiendas posguerra son la Decimotercera Enmienda (prohibiendo la esclavitud) y la Decimoquinta Enmienda (prohíbe las cualificaciones respecto al voto determinadas por la raza). De acuerdo con el Juez de la Corte Suprema Noah Swayne, «construida con justicia, podría decirse de estas enmiendas que se elevan a la dignidad de una nueva Carta Magna».

## Texto
Sección 1. Toda persona nacida o naturalizada en los Estados Unidos, y sujeta a su jurisdicción, es ciudadana de los Estados Unidos y del estado en que resida. Ningún estado podrá crear o implementar leyes que limiten los privilegios o inmunidades de los ciudadanos de los Estados Unidos; tampoco podrá ningún estado privar a una persona de su vida, libertad o propiedad, sin un debido proceso legal; ni negar a persona alguna dentro de su jurisdicción la protección legal igualitaria.

Sección 2. Se deberá designar representantes dentro de los diferentes estados de acuerdo con sus respectivos números, contando el número total de personas de cada estado, excluyendo a los indios que no paguen impuestos. Pero cuando el derecho a votar en cualquier elección para los electores de presidente y vicepresidente de los Estados Unidos, representantes del Congreso, oficiales del poder ejecutivo o judicial de un estado, o cualquier miembro del poder legislativo de este, sea denegado a cualesquiera habitantes masculinos de ese estado, teniendo veintiún años de edad, y ciudadanos de los Estados Unidos, o de cualquier forma limitado, excepto por participar en una rebelión, u otro crimen, la base de representación de tal estado se reducirá proporcionalmente al número que tales ciudadanos tienen en el total de ciudadanos masculinos de veintiún años en tal estado.

Sección 3. Ninguna persona podrá ser senador o representante en el Congreso, ni elector del presidente y vicepresidente de los Estados Unidos, u ocupar cargos, civiles o militares, en los Estados Unidos, o en cualquier estado, si, habiendo prestado juramento previamente como miembro del Congreso, o como oficial de los Estados Unidos, o como miembro de cualquier legislatura de algún estado, o como oficial del poder ejecutivo o judicial de ese estado, para defender la Constitución de los Estados Unidos, ha incurrido en insurrección o rebelión contra los mismos, o ha dado auxilio o consuelo a sus enemigos. Pero el Congreso puede, por voto de dos tercios de cada Cámara, retirar tal inhabilitación.

Sección 4. La validez de la deuda pública de los Estados Unidos, autorizada por ley, incluyendo deudas contraídas para el pago de pensiones y recompensas para suprimir insurrecciones o rebeliones, no deberá ser cuestionada. Pero ni los Estados Unidos, ni ningún estado podrá asumir deudas u obligaciones producidas por ayudas a la insurrección o rebelión en contra de los Estados Unidos, o cualquier reclamo por el costo de la pérdida o emancipación de esclavos; sino que tales deudas, obligaciones y reclamaciones serán tenidas por ilegales y nulas.

Sección 5. El Congreso tendrá el poder hacer cumplir, mediante una legislación apropiada, las disposiciones de este artículo.

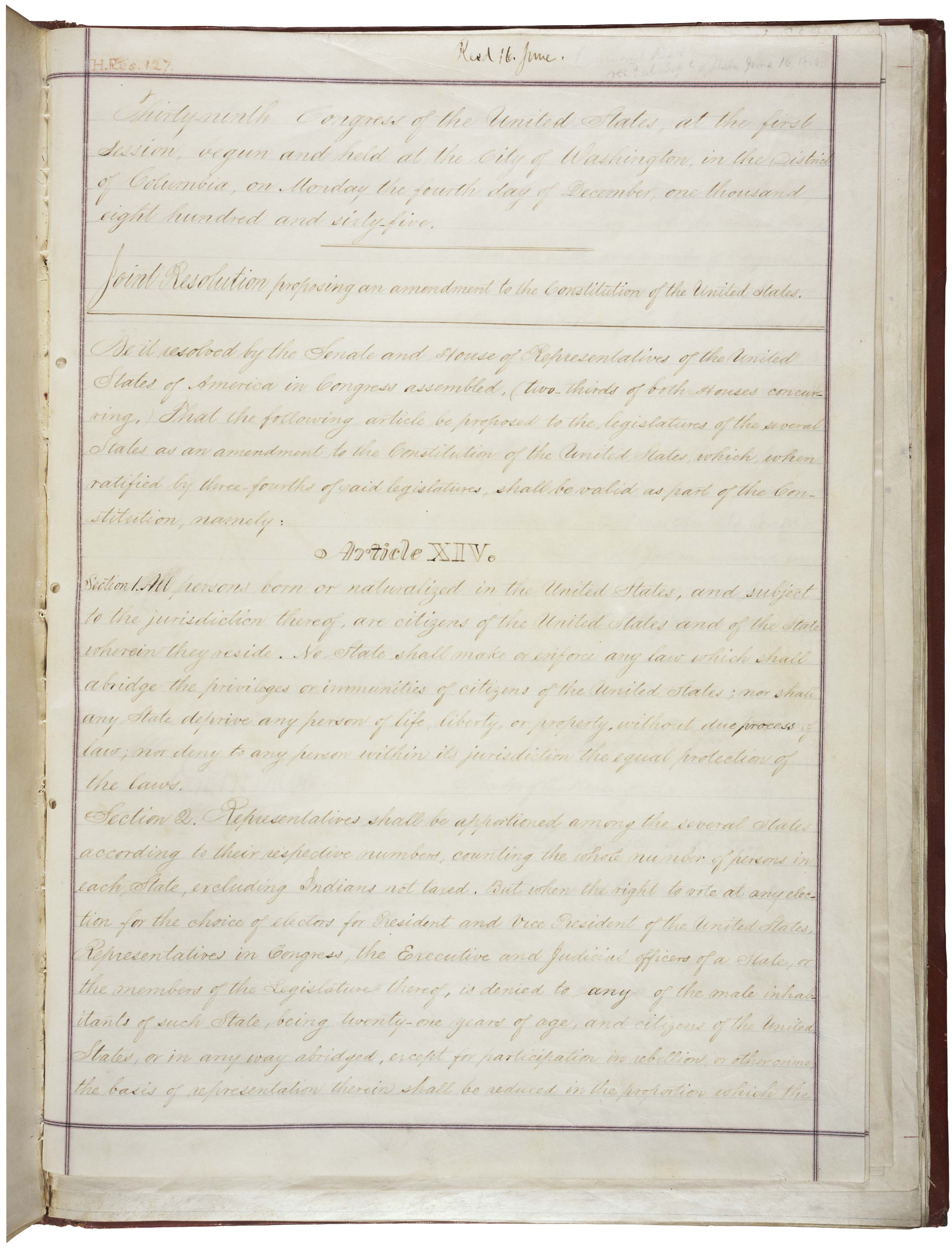
Primera página de la Enmienda.
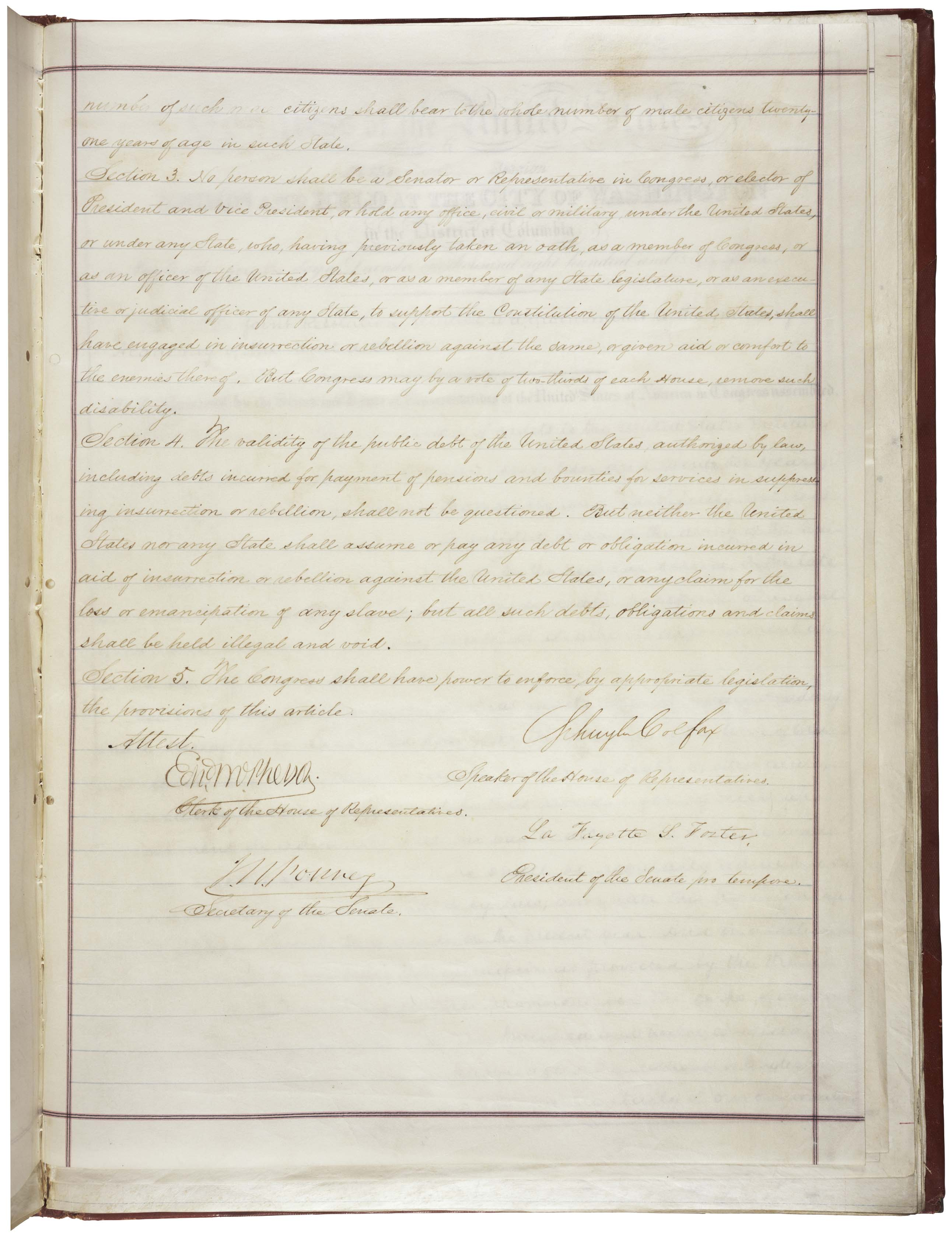
Segunda página de la Enmienda.